# Bertrando Spaventa

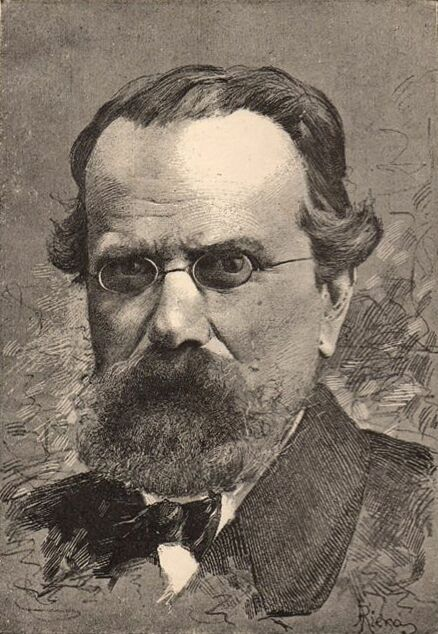
Bertrando Spaventa

Bertrando Spaventa, född den 26 juni 1817 i Bomba, död den 20 februari 1883, var en italiensk filosof.
Spaventa, som var professor i Neapel, tillhörde den Hegelska riktningen.